# Koos Verdam

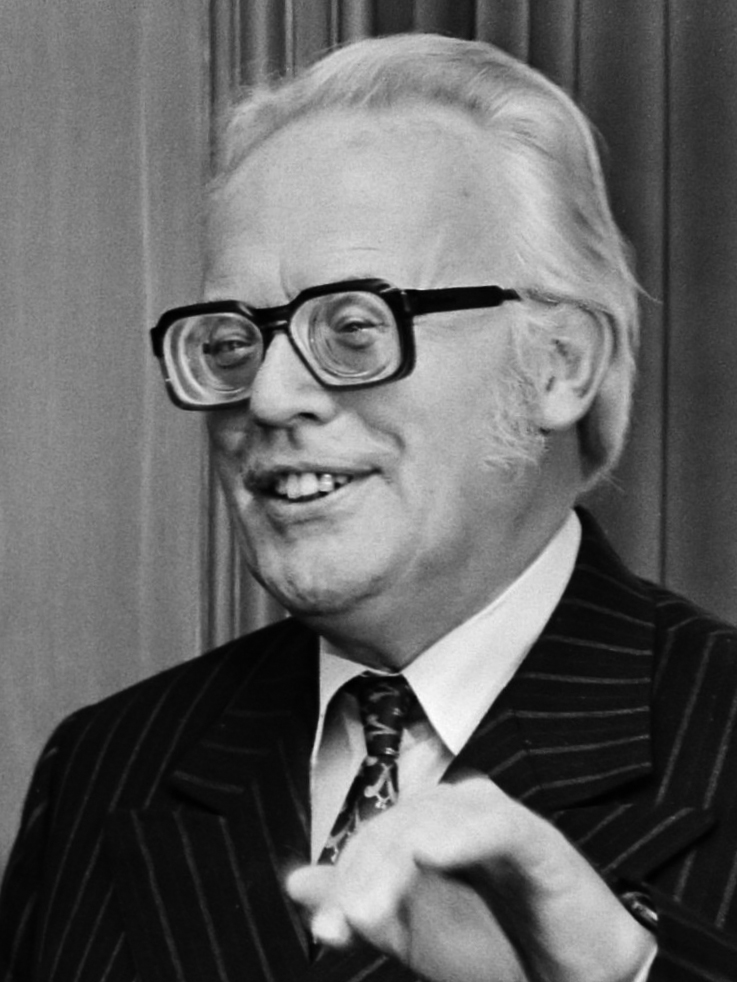
Pieter Verdam (1977)

Pieter Jacobus „Koos“ Verdam (* 15. Januar 1915 in Amsterdam; † 11. März 1998 in Bilthoven, Provinz Utrecht) war ein niederländischer Rechtswissenschaftler und Politiker der Anti-Revolutionaire Partij (ARP) sowie zuletzt des Christen-Democratisch Appèl (CDA), der rund 25 Jahre als Hochschullehrer an der Freien Universität Amsterdam wirkte sowie Innenminister und Königlicher Kommissar der Provinz Utrecht war. Darüber hinaus verfasste er zahlreiche Bücher über Themen aus dem Römischen Recht und zur Rechtsgeschichte.

## Leben

### Studium und Hochschullehrer
Koos Verdam begann nach dem Besuch der protestantischen Grundschule sowie des Gereformeerd Gymnasium in Amsterdam 1933 ein Studium der Rechtswissenschaften an der Freien Universität Amsterdam, das er am 17. Juni 1938 abschloss. Im Anschluss nahm er eine Tätigkeit als Rechtsanwalt auf und legte am 15. März 1940 seine Promotion zum Dr. jur. mit einer Dissertation zum Thema Nietigheid van besluiten ab. Danach war er zwischen 1940 und 1945 als Leiter des Sekretariats des Vorstands der Warenhauskette N.V. De Bijenkorf in Amsterdam tätig.
Am 4. Oktober 1945 nahm Verdam eine Professur an der Freien Universität Amsterdam an und lehrte dort bis zum 5. September 1966 Römisches Recht und Internationales Privatrecht. Daneben begann er seine politische Laufbahn als Mitglied des Zentralkomitees der Kreisvereinigung der Anti-Revolutionaire Partij (ARP) zwischen 1950 und 1960 und als Vorsitzender der Organisationskommission der Partei von 1956 bis zum 28. Oktober 1960.
Er vertrat von 1. Juli 1958 bis zum 5. September 1966 die Interessen der ARP in den Provinciale Staten der Provinz Nordholland. Neben seiner Lehrtätigkeit war er zudem zwischen dem 16. September 1959 und dem 21. September 1960 Rektor der Freien Universität Amsterdam. Des Weiteren fungierte er vom 20. April 1959 bis 1970 als stellvertretender Richter am Gerechtshof Amsterdam, dem für Amsterdam zuständigen Appellationsgericht, sowie zwischen 1960 und 1965 als stellvertretendes Mitglied des Akademischen Rates. Außerdem war er von April 1960 bis 1965 Vorsitzender der nach ihm benannten Verdam-Kommission, eine Enquete-Kommission zur Überarbeitung des Unternehmensrechts, zwischen Dezember 1960 und dem 5. September 1966 Vertreter der Krone sowie zugleich von 1961 bis 1966 Mitglied des Exekutivvorstandes im Sozial-Ökonomischen Rat.
Für seine Verdienste wurde Verdam zunächst am 29. April 1963 mit dem Ritterkreuz des Ordens vom Niederländischen Löwen geehrt.

### Innenminister und Mitglied der Ersten Kammer

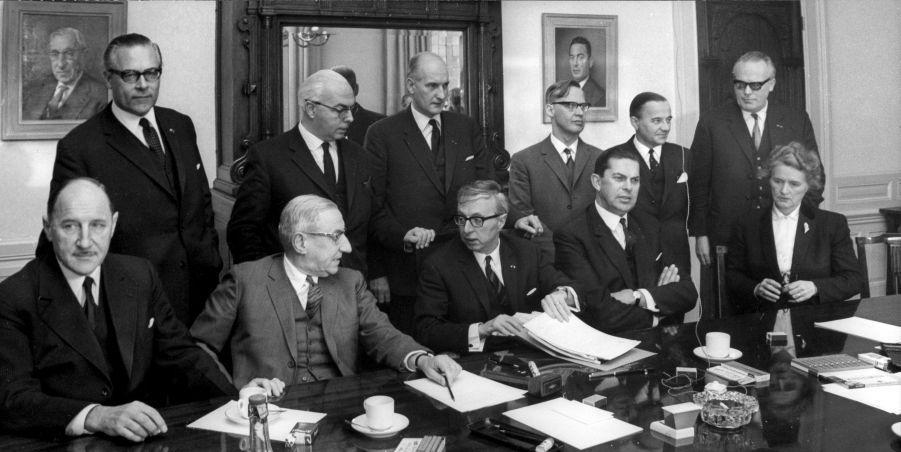
Die Minister des Kabinetts Zijlstra 1966 (Pieter Verdam, hintere Reihe, 1.v.r.)

Verdam wurde am 5. September 1966 von Ministerpräsident Jo Cals als Innenminister (Minister van Binnenlandse Zaken) in dessen Kabinett berufen und bekleidete dieses Ministeramt auch in der von Ministerpräsident Jelle Zijlstra gebildeten Regierung bis zum 5. April 1967. Nach dem Ausscheiden aus der Regierung wurde er am 17. April 1967 zum Kommandeur des Ordens von Oranien-Nassau ernannt.
Nach seinem Ausscheiden aus der Regierung wurde er am 23. Mai 1967 Mitglied der Ersten Kammer der Generalstaaten und vertrat in dieser bis zum 16. März 1970 die ARP. Darüber hinaus nahm Verdam im September 1967 seine Lehrtätigkeit an der Freien Universität Amsterdam wieder auf und hatte dort bis zum 16. März 1970 die Professur für Römisches Recht und Rechtsgeschichte inne. Daneben fungierte er vom 14. Januar 1967 bis zum 7. März 1970 als Vorsitzender Beratungskommission der ARP und war zugleich von Juni 1968 bis 1970 Mitglied der Gruppe der Achtzehn, die sich Gedanken über die Zusammenarbeit von ARP, Christelijk-Historische Unie (CHU) und Katholieke Volkspartij (KVP) machte, sowie 1969 Vorsitzender der Arbeitsgruppe der ARP für die zukünftige administrative Aufteilung. Während seiner Parlamentszugehörigkeit war er zudem zwischen September 1969 und dem 16. März 1970 Vize-Vorsitzender der Fraktion der ARP in der Ersten Kammer. Ferner gehörte er vom 1. April 1969 bis zum 9. November 1982 als Mitglied der unter dem Vorsitz von Gerard Veldkamp stehenden Staatskommission für die Vereinfachung und Kodifizierung der Sozialgesetzgebung.

### Königlicher Kommissar und Mitglied des Staatsrates
Am 16. März 1970 wurde Verdam von Königin Juliana als Nachfolger von Constant Theodore Emmo van Lynden van Sandenburg zum Königlichen Kommissar (Commissaris van de Koningin) der Provinz Utrecht ernannt und übte dieses Amt bis zu seiner Ablösung durch Pieter van Dijke am 1. März 1980 aus. In dieser Zeit wurde er 1971 Vize-Vorsitzender des Stiftungsrates der Freien Universität und war von 1973 bis 1970 Vorsitzender des Kollegiums für das allgemeine Beistandsrecht. Darüber hinaus wurde er 1976 Vorsitzender des Stiftungsrates der Polizeiakademie (Nederlandse Politie Academie) und gehörte vom 1. September 1977 bis zum 29. April 1980 als Mitglied dem Bankrat an.
Nachdem es im Oktober 1977 während der Amtszeit der Regierung von Ministerpräsident Joop den Uyl zu Spannungen gekommen war, fungierte Verdam zusammen mit Maarten Vrolijk vom 11. bis zum 25. Oktober 1977 als sogenannter Informateur, um im Auftrag der Zweiten Kammer der Generalstaaten die Möglichkeiten einer Regierungsbildung zu sondieren.
Nach Beendigung seiner Tätigkeit als Königlicher Kommissar wurde Verdam, der am 24. Januar 1980 auch zum Großoffizier des Ordens von Oranien-Nassau ernannt wurde, am 1. März 1980 durch einen königlichen Beschluss zum Mitglied des Staatsrates (Raad van State) ernannt und gehörte diesem bis zum 1. März 1986 an. Während dieser Zeit war er vom 17. Februar 1985 bis zum 28. März 1988 Mitglied der von Ernst Hirsch Ballin geleiteten Beratungskommission für Regierung, Gottesdienst und Weltanschauung. Im Mai 1986 wurde er außerdem Mitglied des Reichsinstituts für Kriegsdokumentation RIOD (Rijksinstituut voor Oorlogsdocumentatie).

## Veröffentlichungen
- Nietigheid van besluiten, Dissertation, 1940
- De zuiveringsgedachte bij de Romeinen, 1945
- Mosaic law in practice and study throughout the ages, 1959
- Sanhedrin en Gabbatha: enige noodzakelijke aanvullingen op de rechtshistorische literatuur, 1959
- Een commentaar van Hugo de Groot op de Lex Romana Burgundiorum, 1963
- Nederlandse rechtsgeschiedenis 1795-1975, 1976